# Obrotnica Scarffa

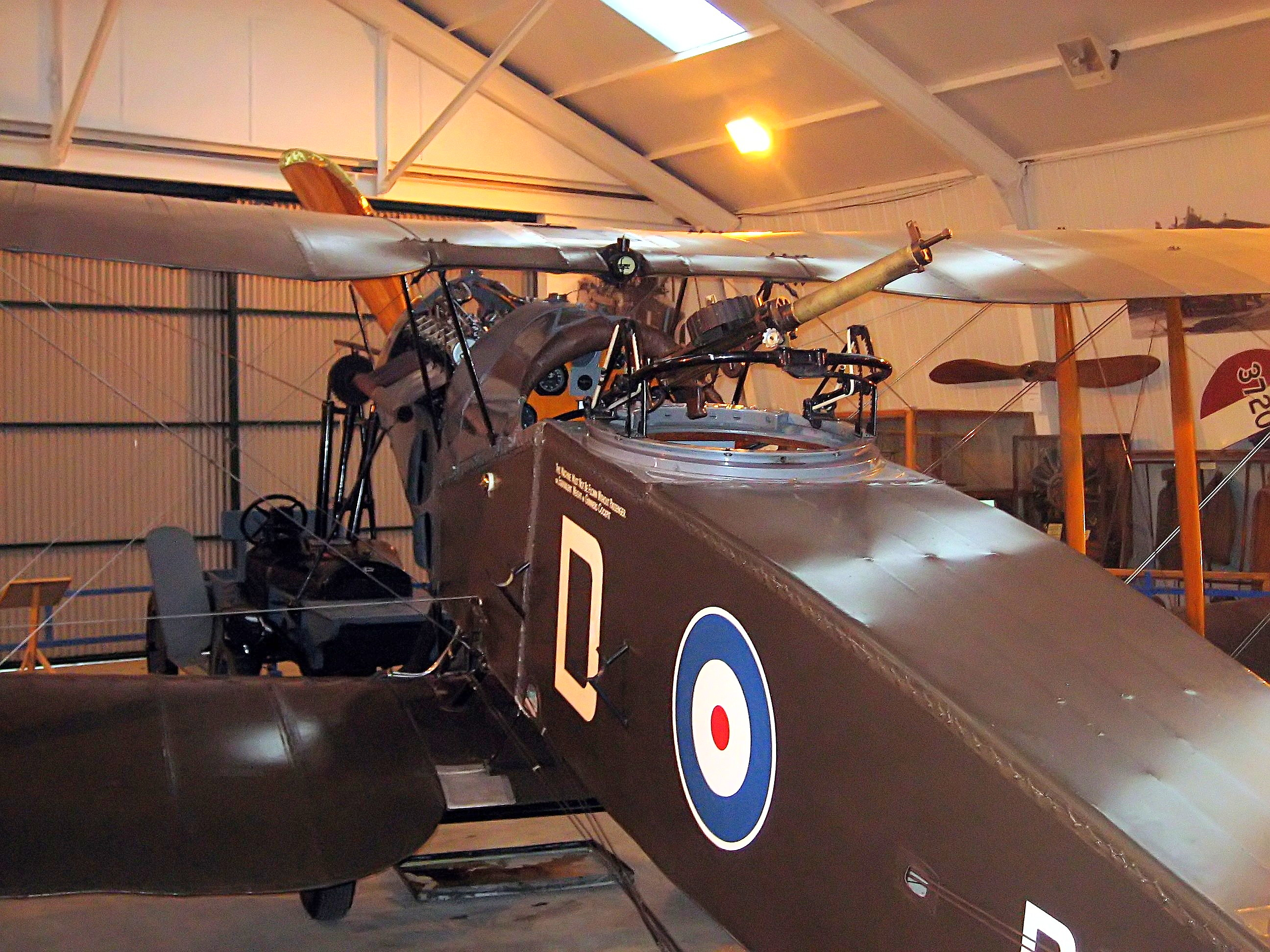
Obrotnica Scarffa w samolocie Bristol F.2 Fighter

Obrotnica Scarffa – wczesna obrotnica samolotowa opracowana w 1915 pozwalająca na 360° pole ostrzału i ze wspomaganiem ruchu w płaszczyźnie pionowej.

## Historia
Obrotnica została opracowana i opatentowana w 1915 przez chorążego (warrant officer) F. W. Scarffa z brytyjskiego Air Department.  Pierwsze obrotnice Scarrfa weszły do służby w lipcu 1916.  Pierwszy model obrotnicy który wszedł do służby znany był powszechnie jako Scarff No. 2 Ring, ale jej oficjalna nazwa brzmiała No. 3 Mk II Barbette.
Obrotnica składała się z dwóch stalowych obręczy, dolna przymocowana była do kadłuba samolotu, a górna poruszała się po dolnej wykorzystując system łożysk.  Do górnej obręczy przymocowany był stelaż pozwalający na ruch karabinu maszynowego Lewisa w płaszczyźnie pionowej.  Ciężar karabinu i stelaża był równoważony przez silne, rozciągliwe linki, tzw. Sandow Cord.  W niektórych samolotach używano obrotnicy Scarffa z podwójnym karabinem maszynowym Lewisa.  Taka instalacja znana była popularnie jako Huntley and Palmer (popularna marka ciasteczek) ale w tej konfiguracji operacja bronią była znacznie trudniejsza.
Obrotnica Scarffa była wykorzystywana w wielu modelach samolotów w wielu krajach, wyszła z użycia dopiero pod koniec lat 30.